# Castiglione in Teverina

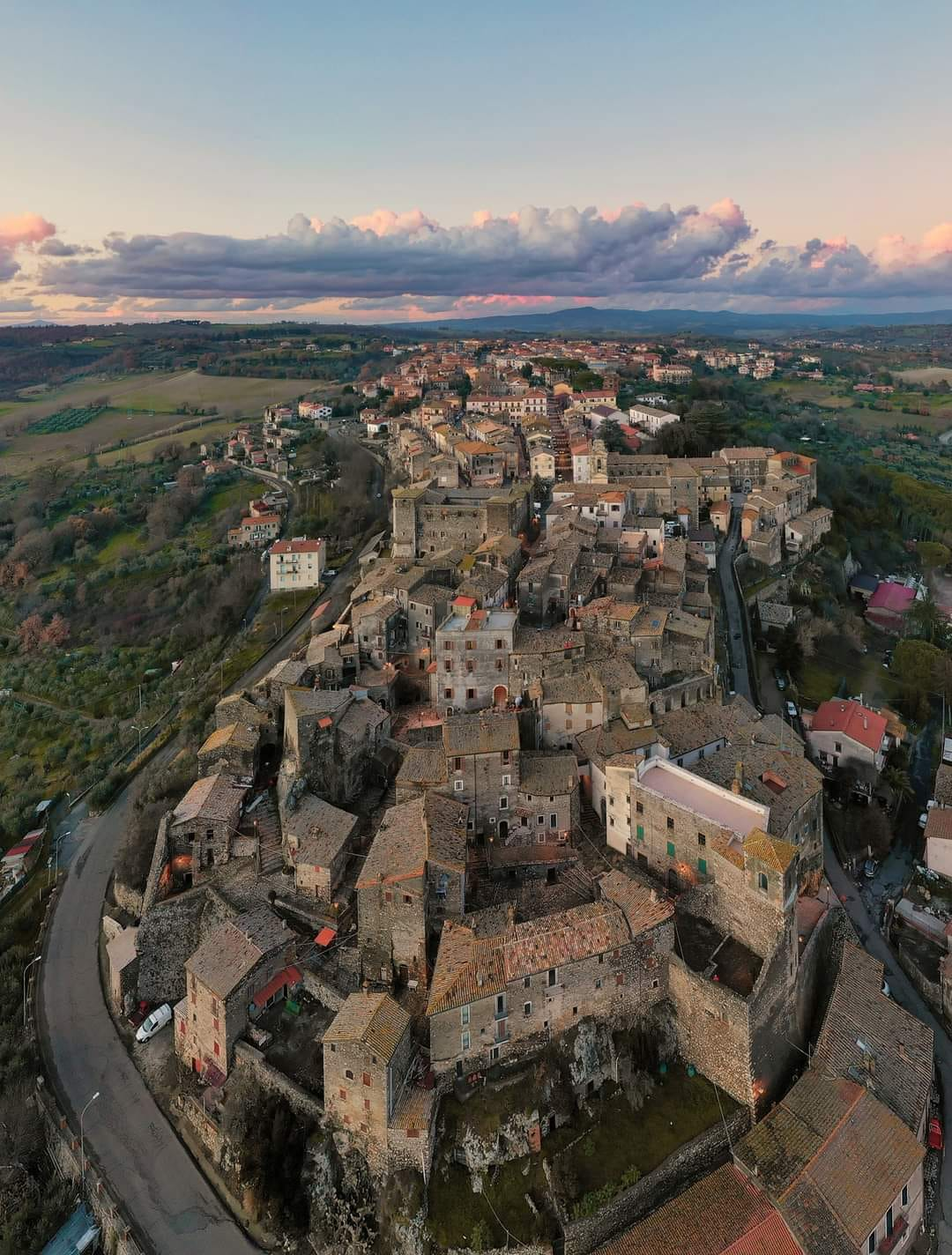
Veduta Aerea di Castiglione in Teverina

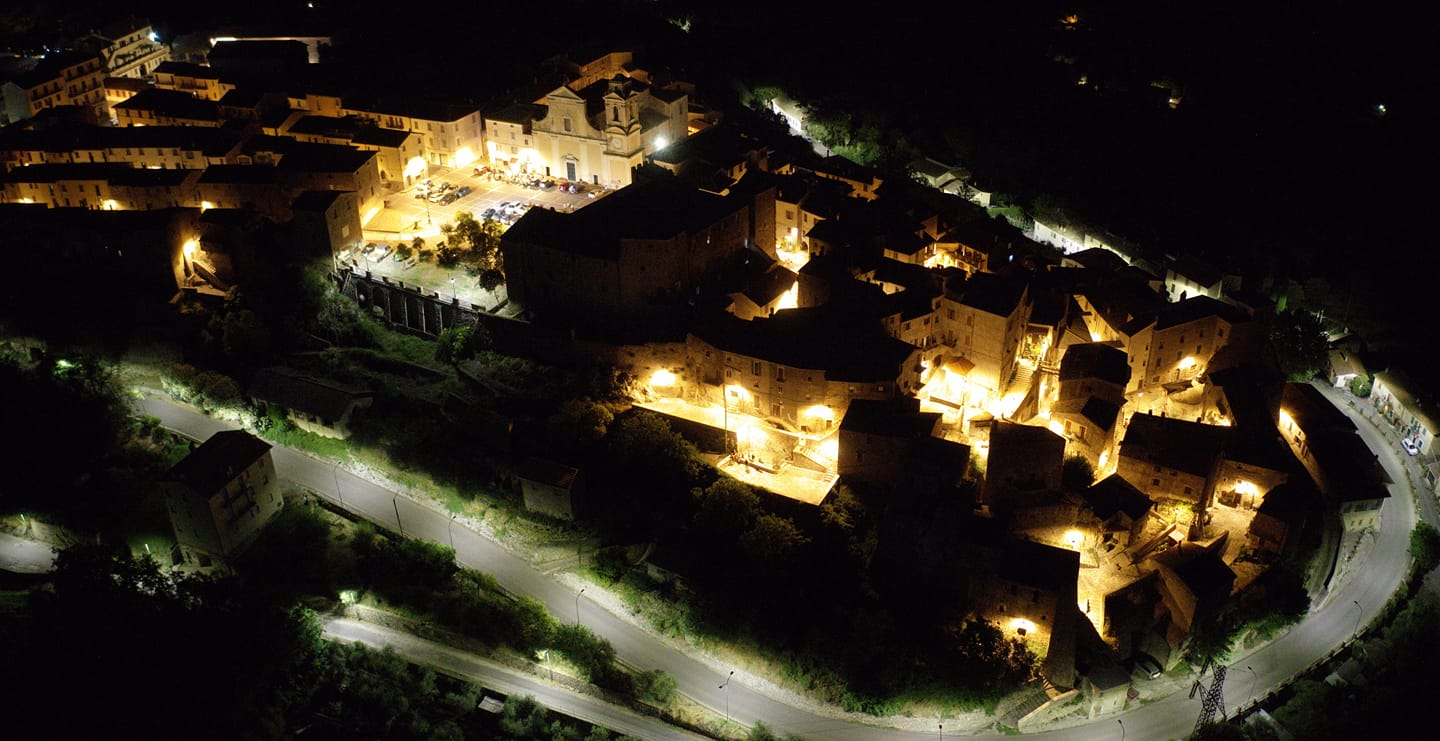
Castiglione in Teverina by night

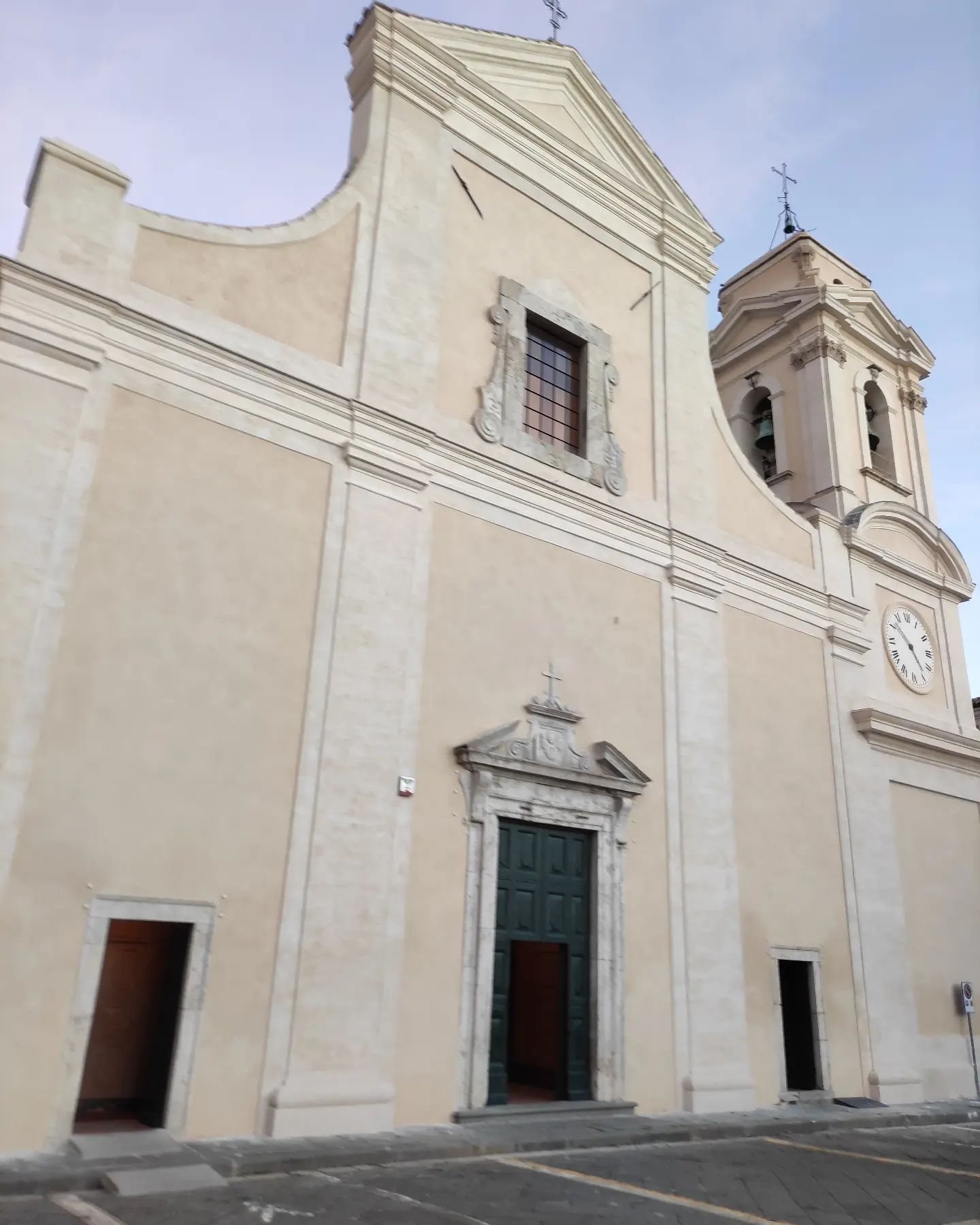
Chiasa Collegiata dei Santi Filippo e Giacomo

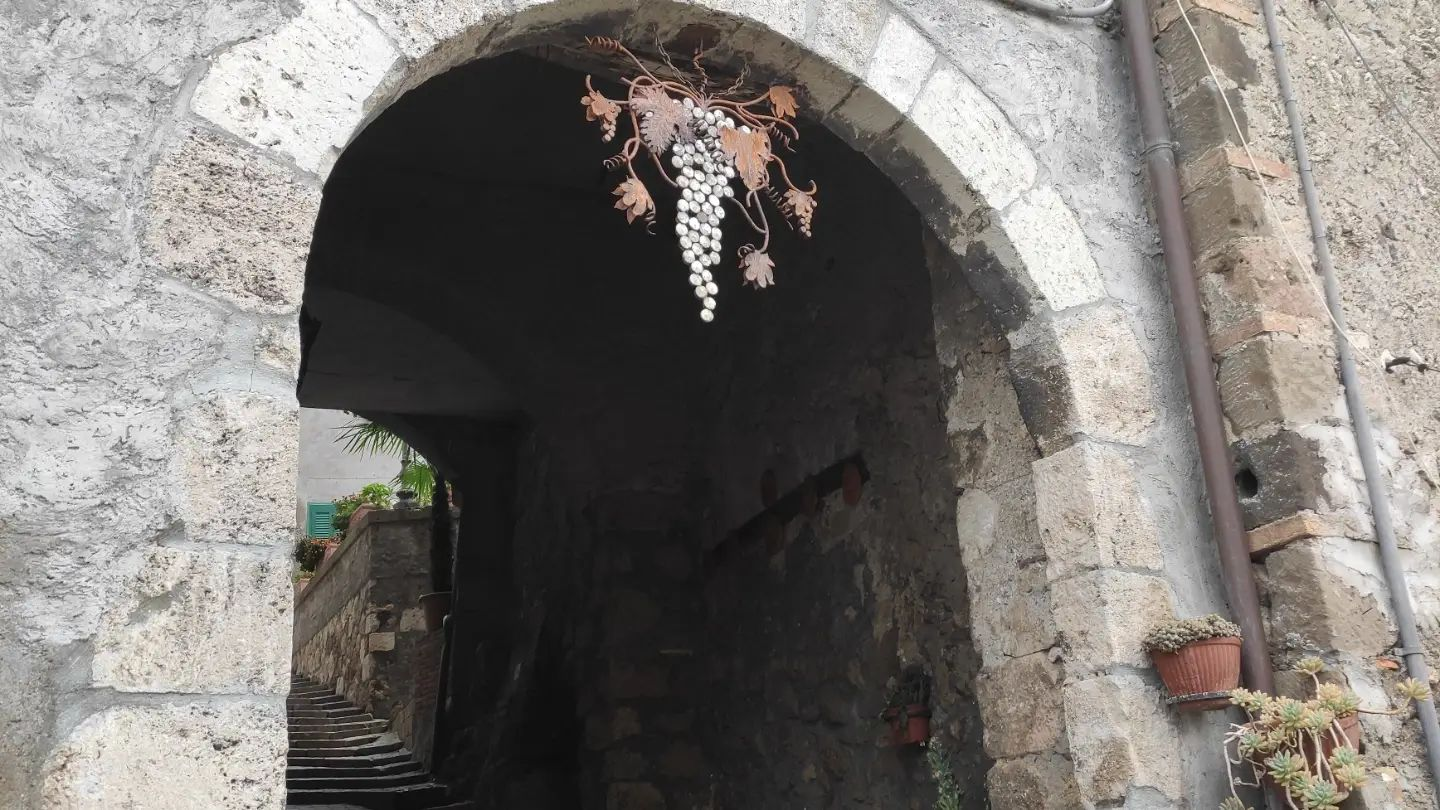
Particolare dedicato all'uva al borgo medievale

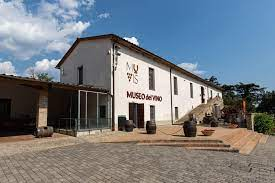
MUVIS - Museo del Vino e delle Scienze Agroalimentari più grande d'Europa

Castiglione in Teverina è un comune italiano di 2 288 abitanti della provincia di Viterbo nel Lazio.

## Geografia fisica

### Territorio
Castiglione in Teverina si trova ai confini tra Lazio e Umbria, su una collina che si affaccia sulla valle del Tevere.

### Clima
Classificazione climatica: zona D, 1826 GR/G

## Storia
Il suo territorio è stato abitato da Villanoviani ed Etruschi. L'abitato è sorto intorno all'Anno Mille attorno a una rocca, dove nel 1351 vi furono trasferiti gli abitanti della distrutta Paterno. Nel Medioevo fu feudo dei Monaldeschi della Cervara e dei Savelli. Ceduto ai Farnese nel 1539, fece parte del ducato di Castro fino al 1637, quando i castiglionesi, stanchi di passare da un padrone all'altro, "si riscattarono" contraendo un censo di 20.000 scudi.
Castiglione visse rilevanti avvenimenti nel Risorgimento, particolarmente dopo il 1860, quando facendo ancora parte dello Stato pontificio venne a trovarsi a meno di un chilometro dal confine dal Regno d'Italia, nel quale fu annesso il 18 settembre 1870, due giorni prima della Breccia di Porta Pia. 

### Resistenza e Liberazione
Durante la resistenza al nazifascimo il 6 e 7 marzo 1944 per una delazione, dopo un rastrellamento vengono sorpresi dai fascisti della RSI di Orvieto i componenti di una banda antifascista in una grotta a Sermugnano, 7 persone vennero arrestate e dopo atroci torture il 29 Marzo 1944 vennero fucilate in una cava di ghiaia a Camorena località nel comune di Orvieto. Subirono violenze e torture anche alcuni famigliari delle vittime e i contatini del luogo che secondo i nazifascisti li avevano sostenuti.

## Società

### Evoluzione demografica
Abitanti censiti

## Cultura

### Tradizioni e folclore
Si festeggiano le seguenti ricorrenze religiose:
- 30 aprile-3 maggio  - SS. Crocifisso (Festa Patronale)
- 13 giugno - Festa di S. Antonio da Padova
- 5 agosto - Festa della Madonna della Neve (Festa Patronale)

### Eventi
E le seguenti ricorrenze civili
- 6 e 7 luglio 2024 - XVIII Festa della Trebbiatura
- 7-11 agosto 2024 - XXXIX Festa del Vino dei colli del Tevere
- 8-10 novembre 2024 - XXIX Festa di San Martino Olio Funghi e Vino

## Monumenti e Luoghi di Interesse
- Museo del Vino e delle Scienze agroalimentari
- Chiesa Collegiata dei Santi Filippo e Giacomo (sec. XVII)
- Santuario della Madonna della Neve (sec. XVI)
- Chiesa di San Rocco (sec. XV)
- Rocca Monaldeschi (sec. XIII)
- Sito archeologico protostorico ed etrusco de Il Poggio di Sermugnano[6][7]
- Carta archeologica di Sermugnano e del suo territorio[6]

## Economia
Di seguito la tabella storica elaborata dall'Istat a tema Unità locali, intesa come numero di imprese attive, ed addetti, intesi come numero addetti delle unità locali delle imprese attive (valori medi annui).
|                         | 2015                  |                              |                            |                |                       |                     | 2014                  |                | 2013                  |                |
| ----------------------- | --------------------- | ---------------------------- | -------------------------- | -------------- | --------------------- | ------------------- | --------------------- | -------------- | --------------------- | -------------- |
|                         | Numero imprese attive | % Provinciale Imprese attive | % Regionale Imprese attive | Numero addetti | % Provinciale Addetti | % Regionale Addetti | Numero imprese attive | Numero addetti | Numero imprese attive | Numero addetti |
| Castiglione in Teverina | 145                   | 0,62%                        | 0,03%                      | 305            | 0,31%                 | 0,02%               | 152                   | 303            | 162                   | 308            |
| Viterbo                 | 23.371                |                              | 5,13%                      | 59.399         |                       | 3,86%               | 23.658                | 59.741         | 24.131                | 61.493         |
| Lazio                   | 455.591               |                              |                            | 1.539.359      |                       |                     | 457.686               | 1.510.459      | 464.094               | 1.525.471      |

Nel 2015 le 145 imprese operanti nel territorio comunale, che rappresentavano lo 0,62% del totale provinciale (23.371 imprese attive), hanno occupato 305 addetti, lo 0,51% del dato provinciale (59.399 addetti); in media, ogni impresa nel 2015 ha occupato due persone (2,1).

## Infrastrutture e trasporti

### Strade
Castiglione in Teverina è collegata tramite la Strada Provinciale 5 Teverina, a Civitella d'Agliano, da dove si raggiungono Celleno e Viterbo.

## Amministrazione

Il gonfalone comunale

Nel 1927, a seguito del riordino delle circoscrizioni provinciali stabilito dal regio decreto n. 1 del 2 gennaio 1927, per volontà del governo fascista, quando venne istituita la provincia di Viterbo, Castiglione in Teverina passò dalla provincia di Roma a quella di Viterbo.
| Periodo | Periodo | Primo cittadino           | Partito                                | Carica  | Note |
| ------- | ------- | ------------------------- | -------------------------------------- | ------- | ---- |
| 1995    | 2004    | Francesco Chiucchiurlotto | Lista civica                           | Sindaco |      |
| 2004    | 2019    | Mirco Luzi                | Lista civica (CastiglioneSì)           | Sindaco |      |
| 2019    | 2024    | Leonardo Zannini          | Lista civica (Insieme Per Castiglione) | Sindaco |      |
| 2024    |         | Mirco Luzi                | Lista civica (Ripartiamo)              | Sindaco |      |

### Gemellaggi
- Lanškroun
- Fongo-Tongo
- Herrera del Duque